# In Which Addison Finds a Showerhead
In Which Addison Finds a Showerhead é o quinto episódio da primeira temporada da série de televisão americana Private Practice, spin-off de Grey's Anatomy. Estreou na Rede ABC nos Estados Unidos em 24 de outubro de 2007.

## Sinopse
Addison não consegue parar de pensar em Pete, apesar de seus amigos a estarem encorajando a concentrar suas energias em outro lugar. Allan, o ex de Violet, aparece na clínica e Cooper não fica feliz em vê-lo. Maya, a filha de Naomi e Sam, secretamente procura Addison para uma consulta médica.

## Músicas
- Mas Que Nada –  Sergio Mendes & Brasil ’66
- Little Black Sandals – Sia
- Look What You’ve Done To Me – Sheila Skipworth

## Produção
| Jenna Bans           | Produtor              |
| Betsy Beers          | Produtor executivo    |
| Mark Gordon          | Produtor executivo    |
| Ann Kindberg         | Produtor              |
| Andrea Newman        | Produtor co-executivo |
| Marti Noxon          | Produtor executivo    |
| Michael Ostrowski    | Produtor supervisor   |
| Shonda Rhimes        | Produtor executivo    |
| Lauren Schmidt       | Co-produtor           |
| Mark Tinker          | Produtor executivo    |
| Hans van Doornewaard | Produtor associado    |
| Chris Van Dusen      | Produtor associado    |

## A série
Private Practice é um drama médico que estreou em 26 de setembro de 2007 na Rede ABC. Spin-off de Grey's Anatomy, a série narra a vida da Dra. Addison Montgomery, interpretada por Kate Walsh, quando ela deixa o Seattle Grace Hospital, a fim de participar de um consultório particular em Los Angeles. A série foi criada por Shonda Rhimes, que também serve como produtora executiva ao lado de Betsy Beers, Mark Gordon, Mark Tinker, Jon Cowan e Robert Rovner.